# Скляево 5-е
Скляево 5-е — село в Рамонском районе Воронежской области.
Входит в состав Скляевского сельского поселения.

## География
Расположено южнее села Скляево, также «при ручье Зеленом Ключе». В 1859г. в селе в 51 дворе проживало 557 человек. В 1900г. население составляло 239 жителей, проживавших в 30 дворах. В 2007г. здесь было зарегистрировано 3 человека.
В селе имеется одна улица — Степная.

## Население
| 2010 |
| ---- |
| 0    |